# Esra Karakaya
Esra Karakaya (* 1991 in Berlin) ist eine deutsche Moderatorin, Journalistin und Webvideoproduzentin.

## Leben und Wirken
Karakaya legte ihr Abitur am Lessing-Gymnasium in Berlin-Wedding ab. Sie studierte Musik- und Medienwissenschaften an der Humboldt-Universität zu Berlin und schloss mit einem Bachelor ab. Ein anschließend begonnenes Master-Studium in Medienwissenschaften brach sie ab. 2016 und 2017 war sie Teil des Transatlantischen Austauschprogramms für Junge Minderheiten der Johns-Hopkins-Universität und 2017 John-Lewis-Fellow der Nichtregierungsorganisation Humanity in Action.
Zwischenzeitlich arbeitete sie als Videojournalistin bei Alex TV und im englischsprachigen Newsroom der Deutschen Welle (DW), sowie für das Alternative Information Center (AIC) und das Netzwerk für asiatisch-deutsche Perspektiven, korientation.
Zwischen 2017 und 2018 entwickelte sie die nach der wörtlichen Übersetzung ihres Nachnamens benannte Online-Talkshow Black Rock Talk, dessen vom US-amerikanischen YouTube-Kanal The Grapevine inspiriertes Konzept ab 2019 als Karakaya Talk durch Funk produziert und fortgesetzt wurde. Die in der Regel in zwei Videos geteilten Themensendungen sollten Menschen zeigen, „die für gewöhnlich in der deutschen Medienlandschaft […] nicht zu Wort kommen“ und thematisierten unter anderem Rassismen, Protestkultur, Akzeptanz sexueller Orientierungen in Zuwandererfamilien und religiösen Gemeinschaften. Im Mai 2020 erfolgte die vorläufige Einstellung; das Format wird derweil selbstständig als Karakaya Talks durch Crowdfunding fortgeführt. Im Februar 2021 war sie zusammen mit Jan Fleischhauer im Focus-Podcast Die falschen Fragen zu hören. Nach zwei Folgen beendete sie aufgrund negativer Reaktionen in Sozialen Medien die Zusammenarbeit.
2022 war Karakaya Democracy Fellow der Alfred Landecker Foundation.

## Positionen
Karakaya ist nach eigenen Angaben bekennende Hijabi, also aus religiösen Gründen Kopftuchträgerin und sieht sich in diesem Zusammenhang Diskriminierung ausgesetzt. Sie unterstützt die Partei Die Urbane.

## Auszeichnungen
Karakaya erhielt 2020 den mit 5.000 Euro dotierten Axel-Springer-Preis für jungen Journalismus der Kategorie „Unterhaltung und Humor“. Im gleichen Jahr führte sie Zeit Campus als Covermodel und listete Karakaya als eine der Top 30 unter 30, die Deutschland verändern. Zusammen mit dem Produktionsteam Karakaya Talk war Karakaya ebenfalls 2020 Preisträgerin des Grimme Online Award in der Kategorie Kultur und Unterhaltung. Zur Begründung hieß es: „[...] ist mehr als eine klassische Talkshow. Das Team hinter dem Format identifiziert gekonnt, was die Menschen in ihrer Community bewegt und formuliert daraus passende Themen und Fragen. Community-Arbeit steht hier an hoher Stelle, denn das Projekt will Stimmen hörbar machen, die sonst nicht gehört werden.“ Als Teil des satirisch-komödiantischen YouTube-Formats Datteltäter wurde Karakaya für den CIVIS-Medienpreis 2020 nominiert, dessen Verleihung (Stand Juni 2020) coronabedingt ausgesetzt ist.
2021 erhielt sie den Hildegard Hamm-Brücher-Preis für Demokratisches Handeln. Ihr Format Karakaya Talks wurde 2023 erneut für den Grimme-Online-Preis nominiert.

### Webvideoformate
- Karakaya Talks (YouTube)
- Karakaya Talk (YouTube)
- Datteltäter (YouTube)

### Individuelle Webpräsenzen
- Instagram-Profil
- LinkedIn-Profil